# 응우옌푹미엔응이
응우옌푹미엔응이(베트남어: Nguyễn Phúc Miên Nghi / 阮福綿宜 완복면의, 1810년 12월 30일 ~ 1874년 8월 12일)은 베트남 응우옌 왕조의 황족이다. 민망 황제의 4번째 아들로, 어머니는 장빈(莊嬪) 쩐티뚜옌(陳氏線)이다. 원래 이름은 응우옌푹죽(베트남어: Nguyễn Phúc Dục / 阮福昱 완복욱)이었으나 개명했다.